# Суд іде!
«Суд іде» (рос. «Суд идёт») — радянський чорно-білий комедійний короткометражний художній фільм 1963 року, знятий режисером Станіславом Третьяковим на Кіностудії ім. О. Довженка.

## Сюжет
Перед самим приїздом комісії Дирокол (Сергій Філіппов), який керує у першому відділенні радгоспу «Зоря», виявив у своєму господарстві напівживу від виснаження корову і розпорядився негайно відправити її на м'ясокомбінат. Але там худу корівку не взяли. І тоді Дирокол підкинув її своєму сусідові Коліну (Михайло Пуговкін) у 3 відділення. Поки Дирокол і Коліно, сварилися, намагалися позбутися бідної худоби, її підібрала Люся Прокопенко. У молодої доярки корівка стала рекордсменкою. На виставці обидва начальники в один голос давали інтерв'ю про свої досягнення. Але тут їх наздогнали телеграми Держконтролю.

## У ролях
- Сергій Філіппов — Василь Никодимич Дирокол
- Михайло Пуговкін — Іван Омелянович Коліно
- Савелій Крамаров — Трохим, тваринник
- Тетяна Решетникова (в титрах — Сапожнікова) — Люся Прокопенко, радгоспниця
- А. Красилич — епізод
- Іван Матвєєв — радгоспник
- Микола Пішванов — м'ясник
- В. Ролемський — епізод
- Леонід Марченко — листоноша
- Софія Карамаш — дружина Дирокола
- Алла Усенко — епізод

## Знімальна група
- Сценарій і постановка: Станіслава Третьякова
- Художній керівник: Сергій Скворцов
- Оператор-постановник: Ігор Бєляков
- Художник-постановник: Олександр Кудря
- Композитор: Євген Дергунов
- Звукооператор: Рива Бісновата
- Режисер монтажу: Н. Яценко
- Редактор: Володимир Чорний
- Директор картини: В. Веселов